# Tejerías
Tejerías är en ort i Mexiko.   Den ligger i kommunen Las Vigas de Ramírez och delstaten Veracruz, i den sydöstra delen av landet, 210 km öster om huvudstaden Mexico City. Tejerías ligger 2 531 meter över havet och antalet invånare är 162.
Terrängen runt Tejerías är varierad, och sluttar norrut. Runt Tejerías är det ganska tätbefolkat, med 90 invånare per kvadratkilometer. Närmaste större samhälle är Perote, 11,6 km sydväst om Tejerías. I omgivningarna runt Tejerías växer i huvudsak blandskog.